# Comuna Uladivka, Litîn
Uladivka (în ucraineană Уладівка) este o comună în raionul Litîn, regiunea Vinnița, Ucraina, formată din satele Ivanopil, Maidan-Bobrîk, Pîkivska Slobidka și Uladivka (reședința).

## Demografie
Componența lingvistică a satului Uladivka
     Ucraineană (99,08%)
     Alte limbi (0,91%)
Conform recensământului din 2001, majoritatea populației satului Uladivka era vorbitoare de ucraineană (99,08%), existând în minoritate și vorbitori de alte limbi.